# Octonion
În matematică octonionul este o diviziune algebrică normată de-a lungul numerelor reale, acesta este reprezentat de majuscula O ({\displaystyle \mathbb {O} }). Există doar patru algebre, celelalte trei fiind cele care se bazează pe numere reale ({\displaystyle \mathbb {R} }), numere complexe ({\displaystyle \mathbb {C} }) și cuaternioni ({\displaystyle \mathbb {H} }). Octonionii reprezintă cea mai largă algebră cunoscută având, în total, un număr de 8 dimensiuni, dublu față de cuaternioni.
Octonionii nu sunt la fel de bine cunoscuți precum  cuaternionii sau ca numerele complexe, care sunt mai larg studiate și folosite, în schimb ele au unele proprietăți interesante și sunt strâns legate de o serie de structuri matematice, cum ar fi Grupurile Lie. În plus, octonionii au aplicații în domenii precum teoria coardelor, cea a relativității generale și logica cuantică.

## Istorie
Octonionii au fost descoperiți în anul 1843 de către John T. Graves, fiind inspirat de marea descoperire a cuaternionilor de către prietenul său William Rowan Hamilton. Graves i-a numit octave. Ei au fost descoperiți, în mod independent, de Arthur Cayley și uneori sunt menționați a fi numere Cayley sau  algebra Cayley.

## Definiție
Octonionii pot fi considerați ca octeți de numere reale. Fiecare octonion este o combinație liniară:
{\displaystyle \{e_{0},e_{1},e_{2},e_{3},e_{4},e_{5},e_{6},e_{7}\},\,}
unde e0 este un element real sau scalar, care poate fi identificat cu numărul real 1. Astfel, fiecare octonion x poate fi scris sub forma:
{\displaystyle x=x_{0}e_{0}+x_{1}e_{1}+x_{2}e_{2}+x_{3}e_{3}+x_{4}e_{4}+x_{5}e_{5}+x_{6}e_{6}+x_{7}e_{7},\,}
cu coeficienții reali{xi}.
Adunarea și scăderea octonionilor se face prin adăugarea și scăderea termenilor corespunzători și a coeficienților lor, la fel ca la cuaternioni. Înmulțirea este distributivă, astfel încât produsul a doi octonioni poate fi calculat prin însumarea produsului tuturor termenilor. Produsul fiecărui termen poate fi obținut prin înmulțirea coeficienților și o tablă de înmulțire a octonionilor, cum ar fi aceasta:
| ×  | e0 | e1  | e2  | e3  | e4  | e5  | e6  | e7  |
| -- | -- | --- | --- | --- | --- | --- | --- | --- |
| e0 | e0 | e1  | e2  | e3  | e4  | e5  | e6  | e7  |
| e1 | e1 | −e0 | e3  | −e2 | e5  | −e4 | −e7 | e6  |
| e2 | e2 | −e3 | −e0 | e1  | e6  | e7  | −e4 | −e5 |
| e3 | e3 | e2  | −e1 | −e0 | e7  | −e6 | e5  | −e4 |
| e4 | e4 | −e5 | −e6 | −e7 | −e0 | e1  | e2  | e3  |
| e5 | e5 | e4  | −e7 | e6  | −e1 | −e0 | −e3 | e2  |
| e6 | e6 | e7  | e4  | −e5 | −e2 | e3  | −e0 | −e1 |
| e7 | e7 | −e6 | e5  | e4  | −e3 | −e2 | e1  | −e0 |

Cele mai multe elemente din afara diagonalei din tabel sunt antisimetrice ceea ce produce aproape o matrice oblic-simetrică cu excepția elementelor de pe diagonala principală, de pe rândul și de pe coloana în care e0 este un operand.
Astfel, tabelul poate fi rezumat prin următoarele relații:
{\displaystyle e_{i}e_{j}=-\delta _{ij}e_{0}+\varepsilon _{ijk}e_{k},\,}
unde {\displaystyle \varepsilon _{ijk}} este un tensor complet antisimetric cu valoarea +1 atunci când  ijk = 123, 145, 176, 246, 257, 347, 365 și:
{\displaystyle e_{i}e_{0}=e_{0}e_{i}=e_{i};\,\,\,\,e_{0}e_{0}=e_{0},\,}
cu e0 elementul scalar și i, j, k = 1 ... 7.
Definiția de mai sus este doar una din 480 de posibilități de posibile definiții pentru înmulțirea octonionilor. Ceilelalte pot fi obținute prin permutarea elementelor care nu sunt scalare, astfel încât pot fi considerate a avea diferite baze. Alternativ ele pot fi obținute prin fixarea regulii produsului pentru niște termeni și deducerea restului din alte proprietăți ale octonionilor. Cele 480 de algebre diferite sunt izomorfe, deci sunt identice și este rareori o nevoie de a lua în considerare care regulă de înmulțire particulară este folosită.

### Construcția Cayley-Dickson
Un mod mai sistematic de definire a octonionilor este prin intermediul Construcției Cayley-Dickson. Așa cum cuaternionii pot fi definiți ca perechi de numere complexe, așa și octonionii pot fi definiți ca perechi de cuaternioni. Astfel, produsul a două perechi de cuaternioni (a, b) și (c, d) este definit prin
{\displaystyle \ (a,b)(c,d)=(ac-d^{*}b,da+bc^{*})}
unde {\displaystyle z^{*}} denotă conjugarea cuaternionului z. Această definiție este echivalentă cu cea mai de sus, atunci când opt octonioni unitari sunt identici cu perechile
(1,0), (i,0), (j,0), (k,0), (0,1), (0,i), (0,j), (0,k)

## Proprietăți
Înmulțirea octonionilor nu este nici comutativă:
{\displaystyle e_{i}e_{j}=-e_{j}e_{i}\neq e_{j}e_{i}\,} dacă {\displaystyle i,j\neq 0}
nici asociativă:
{\displaystyle (e_{i}e_{j})e_{k}=-e_{i}(e_{j}e_{k})\neq e_{i}(e_{j}e_{k})\,} dacă {\displaystyle i,j,k\neq 0}
Octonionii satisfac o formă slabă de asociativitate: ei sunt alternativi. Acest lucru înseamnă că subalgebra generată de oricare două elemente este asociativă. De fapt, se poate demonstra că subalgebra generată de oricare două elemente ale O este izomorfă pentru R, C și H. Datorită neasociativitații lor, octonionii nu au reprezentări matrice, spre deosebire de cuaternioni.
Totuși, octonionii păstrează o proprietate foarte importantă dată de R,C și H: norma pe O satisface
{\displaystyle \|xy\|=\|x\|\|y\|}
Acest lucru implică faptul că octonionii formează o neasociativitate bazată pe diviziunea din algebra normată. Algebrele cu dimensiunile mai mari definite de construcția Cayley-Dickson nu îndeplinesc această proprietate.
Se pare că singurele algebre cu diviziune normate peste numerele reale sunt:R,C,H și O. Aceste patru algebre constituie singura alternativă a algebrei cu diviziune finit-dimensionale peste numerele reale (până la izomorfism).
Nefiind asociative, elementele nenule ale octonionului nu formează un grup. Totuși, ele formează un cvasigrup (bucla Moufang).